# Родзевич, Леонард Карлович
Леона́рд Ка́рлович Родзе́вич (1872 — 30 октября 1944) — ксёндз, депутат Государственной думы II созыва от Виленской губернии.

## Биография

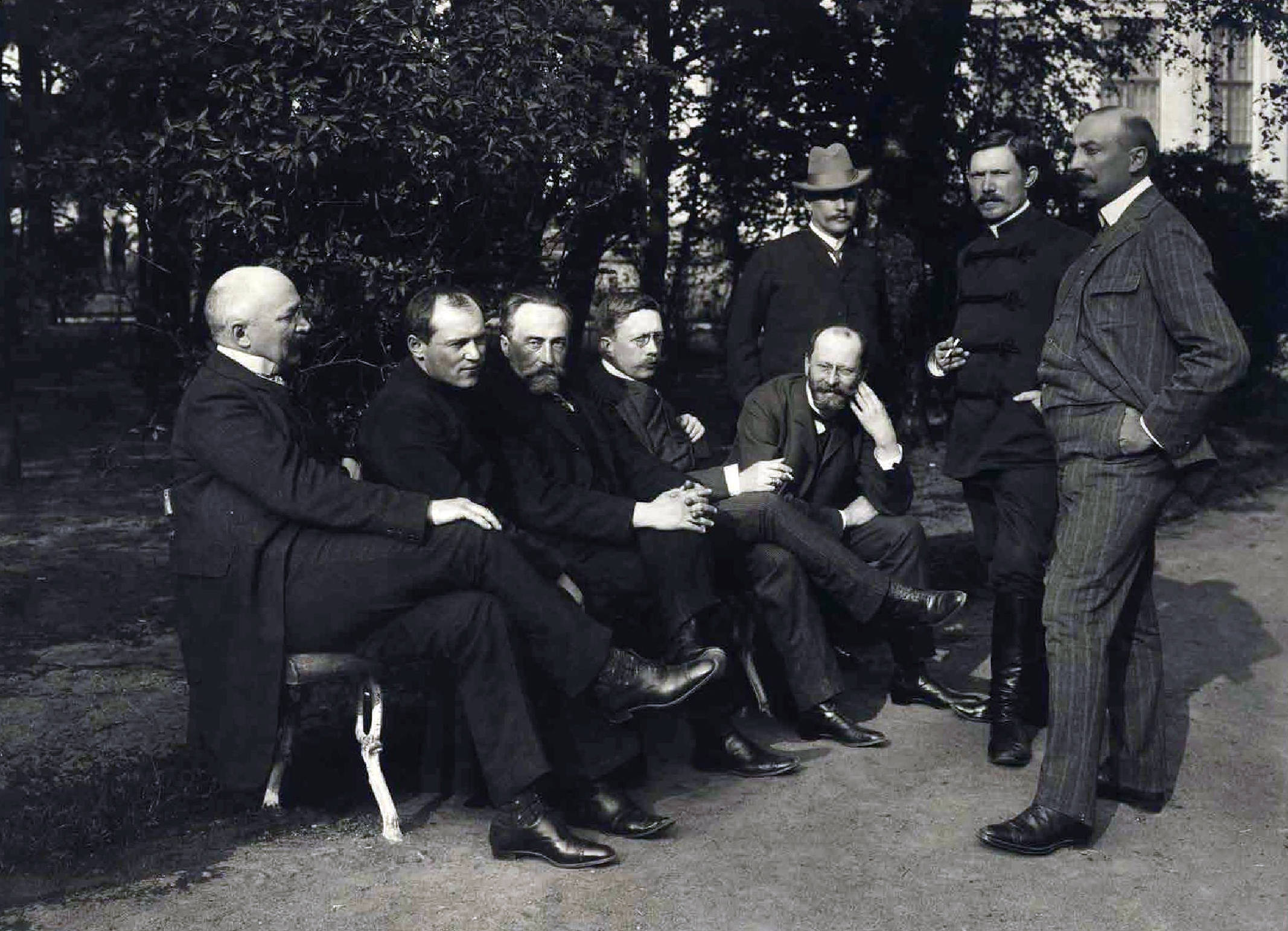
Депутаты 2-й Государственной думы. Сидят: Л. С. Путткамер, Л. К. Родзевич, М. Г. Хелховский, Л. Ф. Лубенский, М. А. Венславский; стоят: В. В. Жуковский, М. К. Дзюржинский, С. А. Ванькович

Польский дворянин. Выпускник Виленской римско-католической духовной семинарии. Ксёндз, настоятель Жупранского костёла в Ошмянском уезде Виленской губернии. Источники времени избрания в Думу сообщали, что о. Леонард "пользуется репутацией хорошего проповедника". 
6 февраля 1907 года избран в Государственную думу II созыва от общего состава выборщиков Виленского губернского избирательного собрания. Вошёл в состав в Польского коло. Был членом думской комиссии о свободе совести. В думских материалах определён как "нар.-демократ", то есть член национально-демократической партии Польши.
Детально дальнейшая судьба неизвестна.

### Архивы
- Российский государственный исторический архив. Фонд 1278. Опись 1 (2-й созыв). Дело 365; Дело 571. Лист 13.